# Dlouhá Ves (Havlíčkův Brod-i járás)
Dlouhá Ves település Csehországban, a Havlíčkův Brod-i járásban. Dlouhá Ves Šlapanov, Stříbrné Hory, Přibyslav, Pohled és Bartoušov településekkel határos. Lakosainak száma 448 fő (2024. január 1.).

## Népesség
A település lakosságának változását az alábbi diagram mutatja:
| Lakosok száma | 451  | 454  | 513  | 409  | 374  | 342  | 426  | 452  | 450  | 448  |
|               | 1869 | 1890 | 1921 | 1950 | 1980 | 2001 | 2017 | 2019 | 2022 | 2024 |